# アウェル

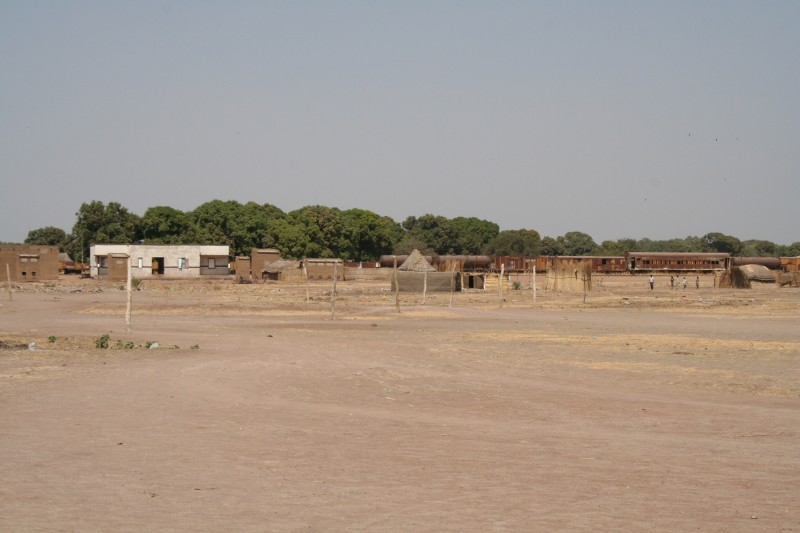
駅

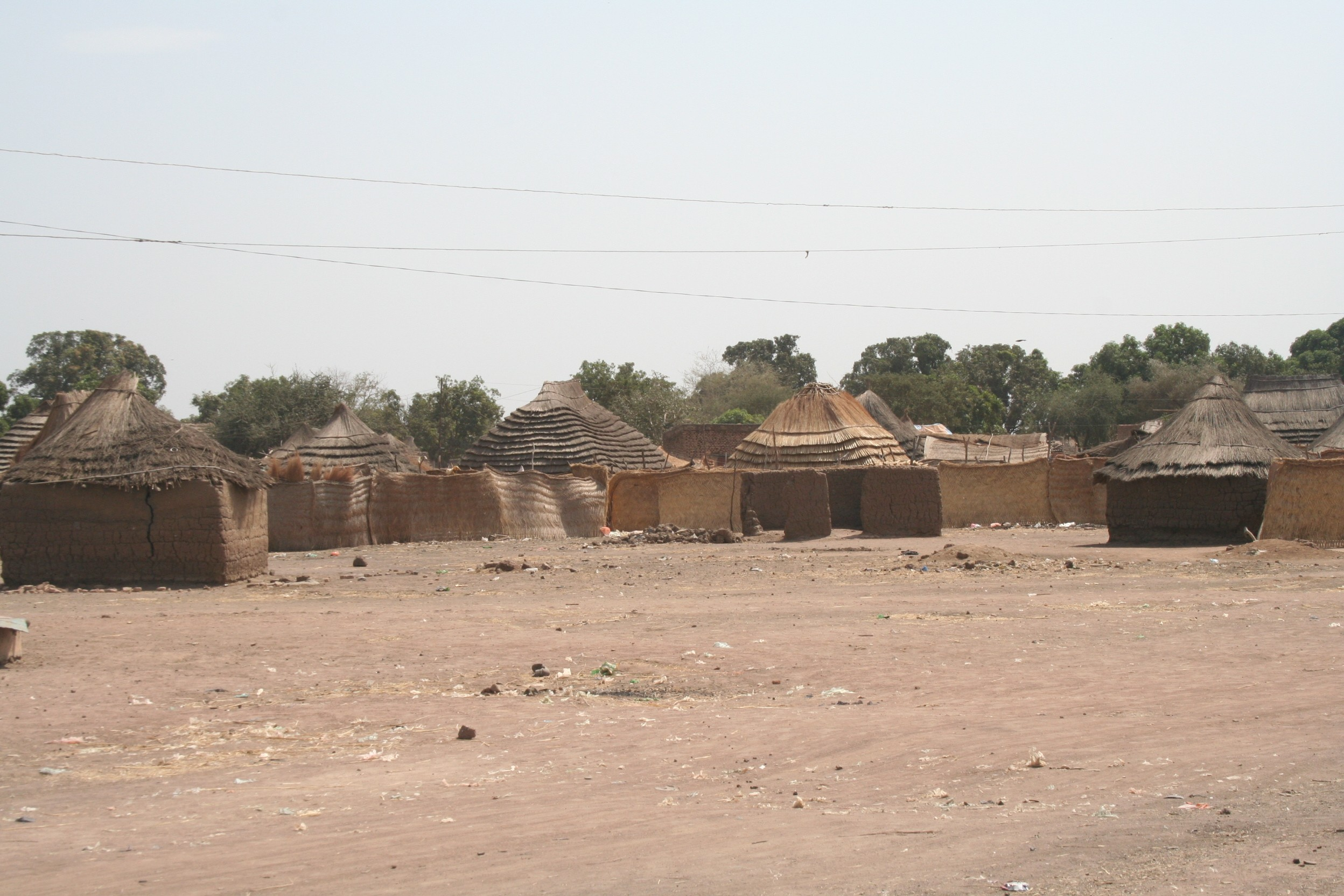
地域の村

アウェル（英語: Aweil）とは、南スーダン北西部のバハル・アル・ガザール地方西部のアウェル州の州都である。
2010年の人口は3万3537人。

## 位置
アウェルは南スーダンの北西でスーダンとの国境やアビエイに近い北バハル・アル・ガザール州のアウェル中央郡に属している。
この位置は首都ジュバから道路で北西に約800kmの位置にある。
数理的位置では北緯8°46'48.00"、東経27°24'0.00"に位置している。

## 概観
アウェルは北バハル・アル・ガザール州の州都であり、アウェル中央郡の中心でもある。
市のインフラは比較的発展していると言えども、画像を見るにあまり発展しているとは言い難い。
これは画像が数年前の空撮であり、現在では州知事のポール・マロング・アワン・アネイによって町は変貌を遂げており、具体的には、駅やホテル、空港、サッカー場、公営病院を機能させている。
また、国際連合スーダン派遣団の活動地であり、南スーダンのいくつかの非政府組織もこの地を中心として支援活動を行っている。
地政的には平坦であり、周辺の平野より高い位置にあるとは言え、洪水が起こりがちである。
またロル川とポンゴ川の合流点に位置している。
平均標高は425m程である。
雨季には平野に住んでいる人々がアウェルの高地に避難場所を求めてやってくる土地柄である。
政治的、社会的、経済的には南スーダンの十州の中で最も平和な州であり、国の経済発展に大きく寄与している。
その為、第二アウェル人と呼ばれる人々は、彼ら自身に問題を引き起こす決定をせず、そして牛の群れを狙った強盗団の襲撃や、民族間・部族間の暴力といったものとも無縁で、北のアラブ人以外の問題はないとし、何もここではお互いを戦闘に駆り立てる物はなく、国粋主義者からは距離を置いている。
そしてアウェル人は平和的で文化的で如何なる宣言や責任に対しても動機づけられない市民である、と国内では言われている、彼らは公平な人々なのである。

## 人口
アウェルの人口には波がある。
乾季には平野の人々が自らの居住地に帰り、菜園や農地で穀物の収獲を行うため、人口は減少する。
雨季が来て平野が氾濫すると、その洪水から逃れる為に人口は増える。
2008年11月、国境なき医師団は人口を10万人程度と推定しているが、人々は2014年に行われるであろう国勢調査で人口が定まるのではないか、と期待している。

## 交通
アウェルにはハルツームからワーウに至る鉄道の駅が1960年代に建てられた。
紛争による損傷で使えなくなった時代の後、2010年に修復されて利用できるようになった。
また、新しい未舗装の道が通過しており、これは2006年にハルツームとジュバを結ぶ為に作られた物である。
またアウェル空港があり、ジュバまで航空便が飛んでいたが、2012年に運休した。

## 建築物
- 北バハル・アル・ガザール州庁
- アウェル中央郡役場
- アウェル市役所
- 南スーダンホテル
- アウェル駅
- アウェル空港
- アウェル市民病院 - 国内に三つしかない総合病院の一つ
- 聖ジョージカトリック教会
- アウェル灌漑スキーム
- アウェルサッカー場
- 北バハル・アル・ガザール大学（英語版）
- 聖メアリ女子中等学校[5]